# لوسیانو پریرا مندز
لوسیانو پریرا مندز (به پرتغالی: Luciano Pereira Mendes؛ زادهٔ ۱۵ اکتبر ۱۹۸۳) که بیشتر با نام شیمبا شناخته می‌شود بازیکن فوتبال اهل برزیل است که در پست مهاجم بازی می‌کند.

## عملکرد باشگاهی

### فولاد

#### ۱۳۹۲–۱۳۹۱
شیمبا در سال ۱۳۹۱ با عقد قراردادی ۲ ساله به فولاد خوزستان پیوست. شیمبا اولین بازی خود را برای فولاد، در هفته اول لیگ دوازدهم در مقابل داماش گیلان انجام داد. اولین گل‌زنی شیمبا برای فولاد در هفته دهم لیگ، در پیروزی ۵–۰ فولاد در مقابل پیکان بود که شیمبا توانست دبل کند.
شیمبا فوتبال خود را از تیم‌های پایهٔ باشگاه دوم پدرو آغاز کرد و پس از چند فصل حضور در تیم‌های مختلف برزیلی، در سال ۱۳۹۱ از لیننسه به فولاد خوزستان پیوست و در لیگ دوازدهم و سیزدهم به ترتیب با ۱۲ و ۹ گل بهترین گلزن خارجی لیگ برتر بود. وی پس از کسب عنوان قهرمانی لیگ برتر در فصل۱۳۹۲–۹۳ با فولاد، راهی سپاهان شد،
شیمبا در اولین فصل حضور در سپاهان موفق به کسب دومین قهرمانی در لیگ برتر شد و پس از دومین فصل حضور در این باشگاه، به مدت یک فصل در گسترش فولاد حضور یافت.
در هفدهمین دورهٔ لیگ برتر، شیمبا به نفت آبادان ملحق شد،
و در پایان آن فصل و پس از چهار سال دوری، دوباره راهی فولاد خوزستان شد و در لیگ هجدهم به عنوان آقای گلی لیگ برتر دست یافت. شیمبا با فولاد قهرمان جام حذفی ۱۳۹۹–۱۴۰۰ شد.

### رکورد گل‌زنی در لیگ برتر
در تاریخ ۱۵ دی ۱۳۹۹ در بازی مقابل مس رفسنجان، شیمبا ۸۳امین گل خود در لیگ برتر ایران را به ثمر رساند و با این گل از رکورد ادینیو عبور کرد و به مقام بهترین گلزن خارجی ادوار لیگ برتر ایران دست یافت.
او در دیدار هفتهٔ ۲۲ام لیگ بیستم درمقابل نفت مسجد سلیمان، ۸۶امین گل خود در این رقابت‌ها به ثبت رساند تا با عبور از فریدون فضلی و پس از رضا عنایتی (با ۱۴۷ گل)، آرش برهانی و مهدی رجب‌زاده (هر کدام با ۱۱۶ گل)، چهارمین گل‌زن برتر ادوار لیگ برتر ایران لقب بگیرد.

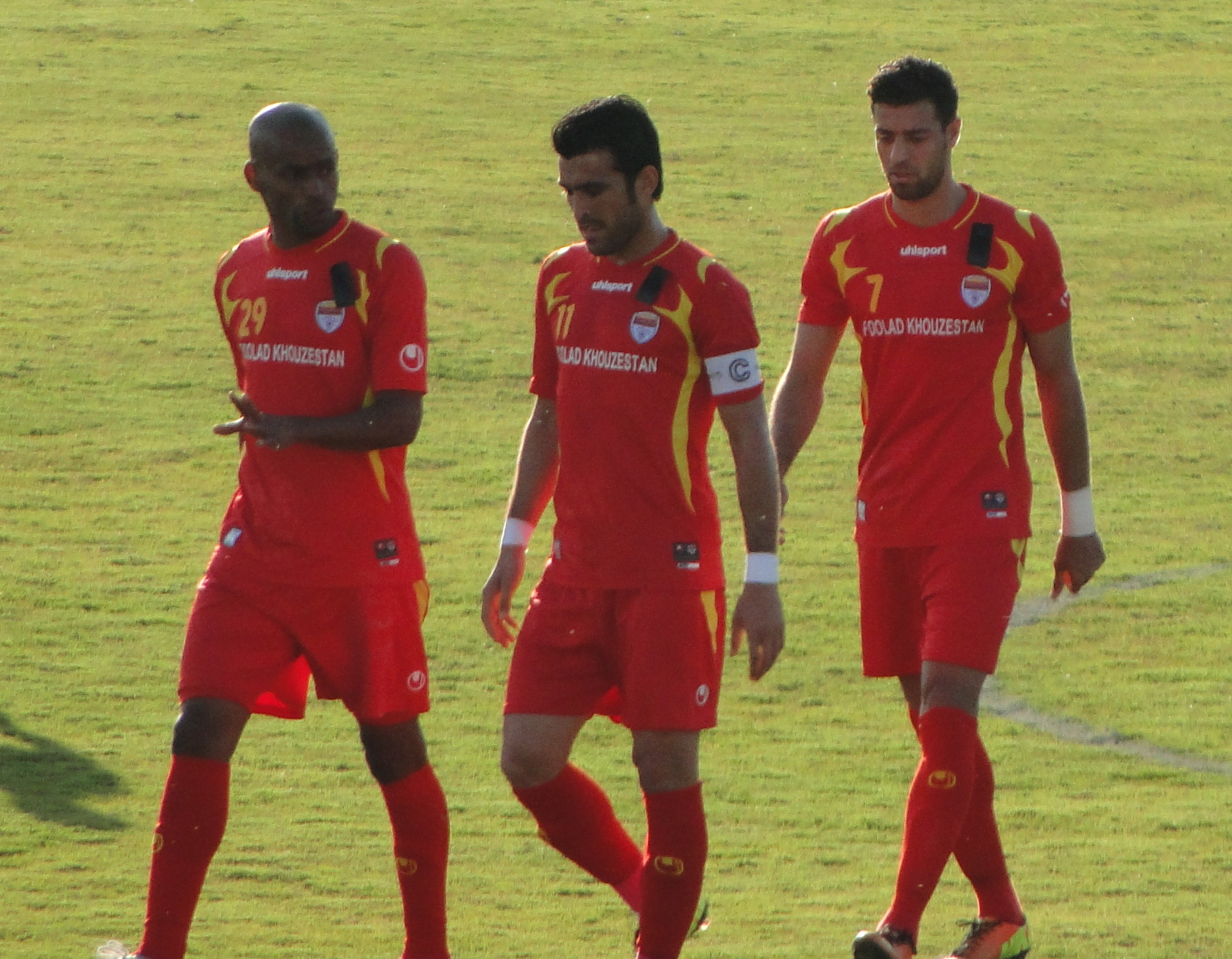
لیگ دوازدهم، شیمبا در اولین فصل حضور در لیگ برتر، در کنار آرش افشین و بختیار رحمانی

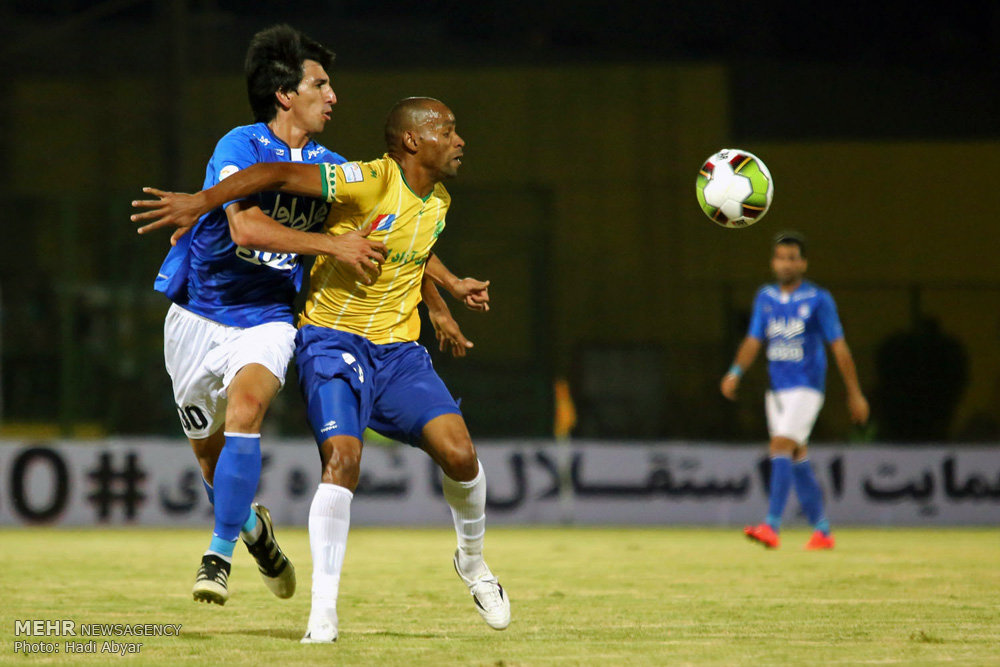
لیگ هفدهم، با پیراهن نفت آبادان در مقابل استقلال تهران، تختی آبادان

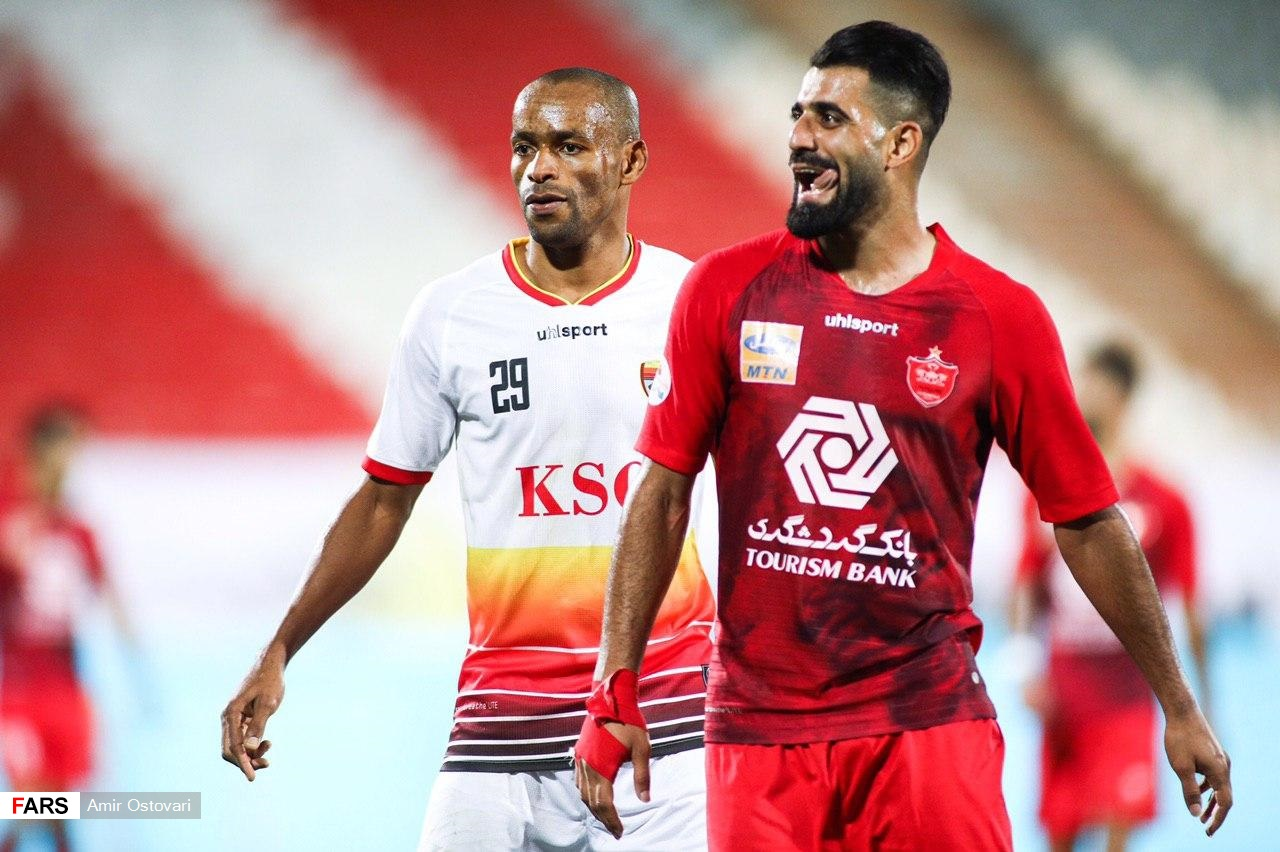
لیگ نوزدهم، با پیراهن فولاد خوزستان در مقابل پرسپولیس، استادیوم آزادی

## آمار باشگاهی
| باشگاهی    | باشگاهی     | باشگاهی    | لیگ  | لیگ | جام      | جام      | قاره | قاره | مجموع | مجموع |
| فصل        | باشگاه      | لیگ        | بازی | گل  | بازی     | گل       | بازی | گل‌   | بازی  | گل‌    |
| ایران      | ایران       | ایران      | لیگ  | لیگ | جام حذفی | جام حذفی | آسیا | آسیا | مجموع | مجموع |
| ---------- | ----------- | ---------- | ---- | --- | -------- | -------- | ---- | ---- | ----- | ----- |
| ۹۱–۹۲      | فولاد       | خلیج فارس  | ۳۰   | ۱۲  | ۱        | ۱        | -    | -    | ۳۱    | ۱۳    |
| ۹۳–۹۲      | فولاد       | خلیج فارس  | ۲۴   | ۹   | ۱        | ۰        | ۵    | ۶    | ۳۰    | ۱۵    |
| ۹۴–۹۳      | سپاهان      | خلیج فارس  | ۲۸   | ۱۱  | ۱        | ۰        | -    | -    | ۲۹    | ۱۱    |
| ۹۵–۹۴      | سپاهان      | خلیج فارس  | ۱۱   | ۴   | ۰        | ۰        | ۵    | ۲    | ۱۹    | ۶     |
| ۹۶–۹۵      | گسترش فولاد | خلیج فارس  | ۲۸   | ۱۰  | ۱        | ۰        | -    | -    | ۲۹    | ۱۰    |
| ۹۷–۹۶      | صنعت نفت    | خلیج فارس  | ۲۹   | ۱۲  | ۳        | ۳        | -    | -    | ۳۲    | ۱۵    |
| ۹۸–۹۷      | فولاد       | خلیج فارس  | ۲۹   | ۱۶  | ۲        | ۲        | -    | -    | ۳۱    | ۱۸    |
| ۹۹–۹۸      | فولاد       | خلیج فارس  | ۲۹   | ۷   | ۱        | ۰        | -    | -    | ۳۰    | ۷     |
| ۰۰–۹۹      | فولاد       | خلیج فارس  | ۲۸   | ۵   | ۵        | ۳        | ۷    | ۴    | ۴۰    | ۱۲    |
| ۰۱–۰۰      | فولاد       | خلیج فارس  | ۲۹   | ۹   | ۱        | ۰        | ۵    | ۲    | ۳۵    | ۱۱    |
| ۰۲–۱۴۰۱    | مس رفسنجان  | خلیج فارس  | ۲۵   | ۳   | ۲        | ۱        | _    | _    | ۲۷    | ۴     |
| مجموع آمار | مجموع آمار  | مجموع آمار | ۲۹۰  | ۹۸  | ۱۸       | ۱۰       | ۲۲   | ۱۴   | ۳۳۰   | ۱۲۲   |

- پاس گل

| فصل     | باشگاه      | پاس گل |
| ------- | ----------- | ------ |
| ۹۲–۹۱   | فولاد       | ۵      |
| ۹۳–۹۲   | فولاد       | ۶      |
| ۹۴–۹۳   | سپاهان      | ۸      |
| ۹۵–۹۴   | سپاهان      | ۲      |
| ۹۶–۹۵   | گسترش فولاد | ۱      |
| ۹۷–۹۶   | صنعت نفت    | ۸      |
| ۹۸–۹۷   | فولاد       | ۲      |
| ۹۹–۹۸   | فولاد       | ۱      |
| ۰۰–۹۹   | فولاد       | ۳      |
| ۰۱–۱۴۰۰ | فولاد       | ۱      |
| ۰۲–۱۴۰۱ | مس رفسنجان  | ۳      |

## افتخارات

### فولاد
- لیگ برتر
  - قهرمان (۱): ۱۳۹۳–۱۳۹۲
- جام حذفی
  - قهرمان (۱):  ۱۴۰۰–۱۳۹۹
- سوپر جام
  - قهرمان (۱): ۱۴۰۰

### سپاهان
- لیگ برتر
  - قهرمان (۱): ۱۳۹۴–۱۳۹۳

### فردی
- آقای گل لیگ برتر ایران ۹۸–۱۳۹۷ با ۱۶ گل در تیم فولاد خوزستان به‌طور مشترک با کیروش استنلی
- مسن‌ترین گلزن تاریخ لیگ برتر ایران با ۴۰ سال و ۱۹ روز
- برترین گلزن خارجی تاریخ لیگ برتر ایران با ۱۰۰ گل زده
- چهارمین گلزن تاریخ لیگ برتر ایران با ۱۰۰ گل زده